# Джахая, Антон Мерабович
Антон Мерабович Джахая (1912 год, село Саберио, Сухумский округ, Кутаисская губерния, Российская империя — неизвестно, Грузинская ССР) — председатель исполнительного комитета Совета депутатов трудящихся Гальского района, Абхазская АССР, Грузинская ССР. Герой Социалистического Труда (1948). Депутат Верховного Совета Абхазской АССР.

## Биография
Родился в 1912 году в крестьянской семье в селе Саберио Сухумского округа. С раннего возраста трудился в сельском хозяйстве. В 1926 году вступил в ВЛКСМ. В 1936 году окончил зоотехнический факультет Тбилисского государственного ветеринарного института. Трудился зоотехником районного земельного отдела Гальского райисполкома. С 1941 года — член ВКП(б). В годы Великой Отечественной войны участвовал в оборонительных мероприятиях, за что был награждён медалью «За оборону Кавказа». В 1946 году назначен заведующим районного земельного отдела Гальского райисполкома. С 1947 года — председатель Гальского райисполкома.
В послевоенные годы занимался развитием сельского хозяйства в Гальском районе. Благодаря его деятельности сельскохозяйственные предприятия Гальского района перевыполнили план по сдаче государству урожая кукурузы в целом по району на 27,8 процентов. Указом Президиума Верховного Совета СССР от 21 февраля 1948 года удостоен звания Героя Социалистического Труда за «получение высоких урожаев кукурузы и пшеницы в 1947 году» с вручением ордена Ленина и золотой медали «Серп и Молот» (№ 672).
Этим же указом званием Героя Социалистического Труда были награждены секретарь райкома партии Антип Маркозович Чежия, заведующий районным отделом сельского хозяйства Александр Тимофеевич Кварацхелия и 75 колхозников различных колхозов Гальского района, в том числе 6 председателей колхозов.
Избирался депутатом Верховного Совета Абхазской АССР 3-го созыва (1951—1954), членом бюро Гальского райкома партии.
Дальнейшая судьба неизвестна.
Награды
- Герой Социалистического Труда
- Орден Ленина
- Медаль «За оборону Кавказа» (01.05.1944)